# Фальсифікація історії

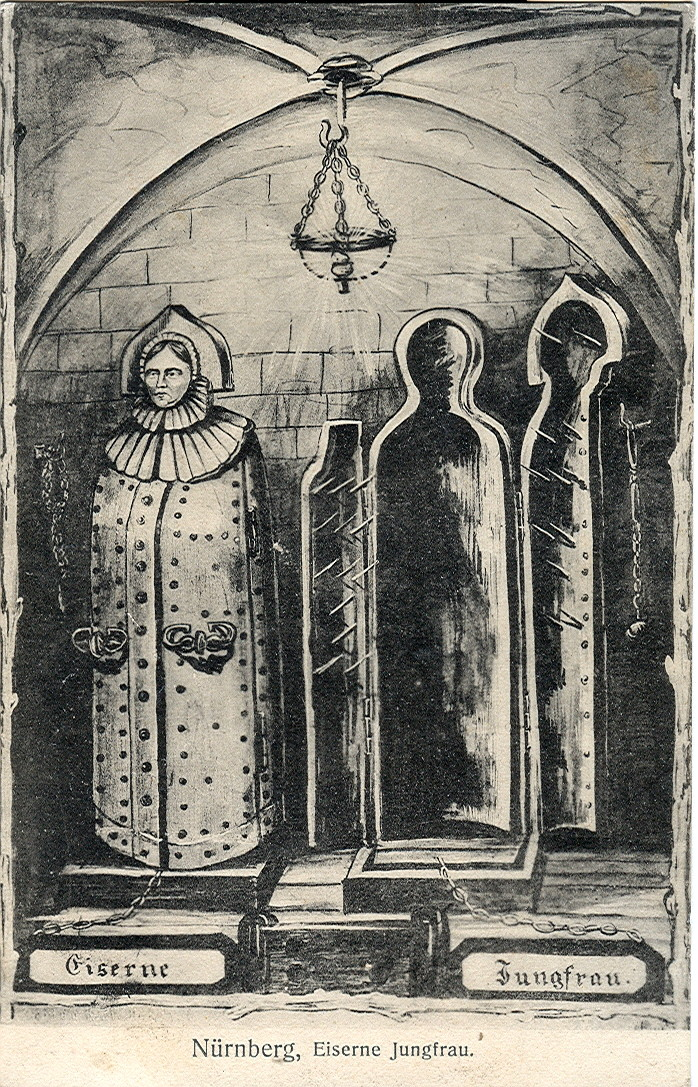
Залізна діва, що начебто існувала у Середньовіччі, була вигадана у XIX сторіччі

Фальсифікація історії (також фолк-історія, антиісторія) — усвідомлений і цілеспрямований процес спотворення уявлень про історичні події та процеси в інтересах індивідів, соціальних груп, соціальних інститутів або еліт.
Псевдоісторія (англ. pseudohistory) — різновид псевдонауки, що полягає у спробі спотворити або викривити історичні події, часто використовуючи методи, подібні до тих, що застосовуються в академічних історичних дослідженнях. Псевдоісторія пов'язана з псевдоархеологією, і використання цих термінів іноді може перетинатися. Хоча псевдоісторія існує у багатьох формах, псевдоісторичні праці мають багато спільних рис, наприклад, політично або релігійно вмотивований характер дослідження, сенсаційність тверджень або фальсифікації історичних фактів, які вимагають невиправданого перегляду історичних фактів.
Ще однією ознакою псевдоісторії є припущення, що науковці мають прихований намір придушити тезу популяризатора псевдоісторії — припущення, яке зазвичай підкріплюється ретельно розробленими теоріями змови. Праці з псевдоісторії часто посилаються виключно на ненадійні джерела — в тому числі міфи та легенди, які часто трактуються як дослівна історична правда — на підтримку тези, що просувається, ігноруючи достовірні джерела, які їй суперечать.
Приклади історичних фальсифікацій відомі з часів Стародавнього Єгипту. Прикладами псевдоісторії є британський ізраїлізм, програна справа Конфедерації, місячна змова, заперечення геноциду вірменів та заперечення Голодомору.
Термін «фолк-історія» має російське походження та вживається, як правило, в сучасній Росії. Споріднений термін «криптоісторія» застосовується до псевдоісторії, що походить із забобонів, притаманних окультизму.

## Методи фальсифікації
Методи фальсифікації історії різноманітні, але в цілому їх можна звести до двох груп:
1. пряме вигадування фактів і підробка документів; знищення документів та історичних досліджень; приховування наявних документів.
2. однобічний добір і довільне тлумачення фактів, внаслідок чого між фактами вибудовуються зв'язки, у реальності відсутні, і робляться висновки, які на підставі повної картини зробити ніяк не можна.

Перша група методів належить до фальсифікування джерел інформації. Джерела тих або інших «фактичних» суджень можуть не вказуватися взагалі, вказуватися з посиланням на вигадані видання або явно не пов'язані з первинними джерелами роботи (звичайно публіцистичні), у яких ці «факти» були вперше озвучені. У такому випадку вірніше говорити не стільки про фальсифікацію (підробку відомого), скільки про міфотворчість (дописування вигаданого). Найбільш тонким засобом фальсифікації є підробка первинних джерел («сенсаційні» археологічні відкриття, раніше «невідомі» й «ще не друковані» літописні джерела, мемуари, щоденники тощо. У цьому випадку для спростування неправильних даних необхідна спеціальна експертиза, яка або не проводиться, або проводиться із заздалегідь відомим результатом, тобто теж фальсифікується.
У другому випадку всі використані факти окремо можуть відповідати реальності, але висновки робляться із грубим і цілеспрямованим порушенням методологічних основ. Для обробки первинної інформації можуть застосовуватися нетрадиційні методи, що приводять до «сенсаційних» висновків, істинність або хибність першоджерел можуть підтверджуватися залежно від поставленої мети, може використовуватися неповне цитування, проводитися екстраполяція тих або інших тенденцій тощо.
Особливого цей процес розмаху досягає у країнах із тоталітарними режимами, де апарат пропаганди контролюється лише владою, а не громадськістю, а альтернативна інформація блокується. У результаті влада одержує можливість створювати зовсім довільні картини минулого й потім змінювати їх на свій розсуд. Це відбилося у відомому жарті: «СРСР — країна з непередбаченим минулим».

## Історичні приклади

### Стародавній Єгипет
У давньоєгипетських документах діяльність фараонів звичайно зображувалася в гіпертрофованому й перебільшеному виді. Наприклад, указувалося, що Рамзес II вніс вирішальний особистий внесок у перемогу в битві при Кадеші, самостійно знищуючи полчища ворогів. Насправді Рамзес II особисто брав участь у бої, коли проривався з невеликим загоном з оточення, а сама битва закінчилася нічиєю. Хети відступили в Кадеш, на полі залишилися єгипетські війська, і кожна зі сторін виставила себе переможцем. Але, безсумнівно, результатом цього бою стало посилення впливу Єгипту.
Після смерті фараона Ехнатона, що провів релігійну реформу й намагався ввести єдинобожжя, новий культ був оголошений єрессю. Зображення й скульптури Ехнатона знищувалися, а його ім'я було вилучено з документів.

### Іван IV Грозний
Один з перших у Росії документально підтверджених випадків фальсифікації історії за політичними мотивами припадає на царювання Івана Грозного. За вказівкою царя був написаний «Лицевий літописний звід» — цілісний запис історії із прадавніх часів до того часу. В останньому томі (так званий «синодальний список»), де розповідалося вже про царювання самого Грозного, кимось були зроблені виправлення, у яких воєводи й бояри, що потрапили в немилість до царя, обвинувачувалися в різних непорядних діяннях. За деякими припущеннями, боярський заколот 1533 року, що був описаний тільки в синодальному списку, але не згадувався більш у жодному письмовім джерелі, також міг бути цілковитою вигадкою.

### Петро I
В 1701 році Петром I був виданий наказ про збір всіх давніх літописів, історичних документів та текстів у народів Російської Імперії. На думку деяких істориків це могло вилитись в масштабну фальсифікацію історії Росії та призвести до знищення невигідних його режиму стародавніх історичних свідчень.

### Катерина II
Найбільше в цьому напрямі зроблено царицею Катериною II, яка не допускала думки про те, що в царському роду вона може бути серед рядової татаро-монгольської знаті. Указом від 4 грудня 1783 року Катерина II створила комісію в складі 10 видних істориків для «складання записок про стародавню історію, переважно Росії» під керівництвом самої Катерини II та графа Шувалова. Діяльність комісії була засекречена і тривала 10 років. 1792 року «материнська історія» побачила світ. В процесі роботи комісії були зібрані й переписані всі давні літописи, а оригінали — знищені.

### Нацистська Німеччина
Пропаганда нацистів активно звинувачувала євреїв у багатьох політичних та соціальних бідах, теорія жидомасонської змови підтримувалася на загальнодержавному рівні.

### Радянський Союз

#### Фальсифікація історії КПРС
У зв'язку із монопольним становищем комуністичної партії, протягом усього періоду існування Радянської Росії та СРСР історія тлумачилася згідно з її ідеологічними установками та цілями під контролем відповідних партійних структур, — відділів ЦК КПРС та республіканських партійних організацій (відділи пропаганди та агітації, відділ науки й т. ін.),— та підпорядкованого ЦК КПРС головного органу державної цензури в СРСР — Головліту.
Тотальний контроль над засобами масової інформації дозволяв керівництву партії фальсифікувати будь-яку інформацію і будь-які події.
Так, уже на початку 1918 року керівник більшовицького уряду РСФРР В. Ленін у своїх виступах з пропагандистською метою наводив недостовірну інформацію: 7 квітня у промові на мітингу стверджував, що меншовики та праві есери «поставили шибеницю для тов. Шаумяна»:427, хоча на той час він навіть не був заарештований:620; 23 квітня він же говорив, що «перший за хоробрістю контрреволюціонер Корнілов убитий своїми ж власними, обуреними солдатами»:431, хоча Л. Корнілов був убитий у бою під Катеринодаром:621.
Історики Дьяков Ю. Л. і Бушуєва Т. С. зазначили, що «Сталінський режим створив свою історію, щоб історичними засобами фальсифікувати минуле». Внаслідок цього історична наука в СРСР «втратила одну із головних своїх функцій — вивчення уроків минулого в ім'я нинішнього і майбутнього».
Одним із прикладів фальсифікації історії в СРСР є фальсифікація історії КПРС, засвідчена науковцями АН СРСР, що входили до Наукової ради «Історія Великої Жовтневої соціалістичної революції», науковцями Інституту марксизму-ленінізму при ЦК КПРС та Центрального партійного архіву КПРС.
Ще 1932 року Лев Троцький показав приклади фальсифікації Й. Сталіним історії Жовтневої революції в Росії та пізніших подій у той час, коли ще були живими їх безпосередні учасники та свідки.
Вказівки на фальсифікацію історії Жовтневої революції, історії СРСР та більш ранніх періодів історії Російської імперії містяться у багатьох наукових дослідженнях та енциклопедичних виданнях, особливо у тих, що виходили друком у періоди чергового розвінчування попередньої влади: у 1920-х роках — стосовно періоду до 1917 року, як, наприклад «Малая советская энциклопедия»; після XX з'їзду КПРС — стосовно періоду диктатури Й. Сталіна, як, наприклад, дослідження О. Солженіцина; після 1991 року — стосовно різних періодів історії, як Російської імперії та захоплених нею у різні часи земель, так і історії СРСР, як, наприклад, Енциклопедія історії України у 10 томах; Короткий енциклопедичний словник, що вийшов друком у Москві та багато, багато інших. Фальсифікувались біографії керівників держави — В. Ульянова, Й. Джугашвілі, багатьох інших партійних та державних діячів: Л. Бронштейна, Скрябіна В. М., Кагановича Л. М. та інших.
Фальсифікувалась та замовчувалась історія таких найважливіших подій у державі як Голодомор в Україні 1932—1933, Голодомор в Україні 1921—1923, Голодомор в Україні 1946—1947, масові депортації населення за національною приналежністю (українців, щодо яких див. також Операцію «Вісла», поляків, чехів, кримських татар, молдаван, чеченців, інгушів, німців, естонців, литовців, латвійців та ін.), підписання Договору про ненапад між СРСР і Німеччиною та супутніх документів, утворення СРСР, створення та діяльність ГУЛАГу, КПРС, винищення польських полонених, розстріли мирних демонстрацій (починаючи із січня 1918 року й до 60-х років, як, наприклад, у Новочеркаську) та безлічі інших.
Член лондонського «Комітету із невтручання» під час громадянської війни в Іспанії, посол СРСР у Великій Британії Іван Майський, на засіданні Комітету 4 листопада 1936 року (а, потім, у своїх спогадах) заперечив твердження представника Італії Діно Ґранді (італ. Dino Grandi) про участь у той час танків, літаків і військовиків СРСР у боях в Іспанії. Але у примітках до видання «Іспанських щоденників» М. Кольцова 1987 року зазначена участь танкістів Червоної армії під командуванням комбрига С. М. Кривошеїна в захисті Мадрида вже 27 жовтня 1936 року. Комбриг Я. В. Смушкевич воював в Іспанії «з жовтня 1936». Перші жертви серед радянських пілотів були вже наприкінці жовтня, як і поінформував Комітет із невтручання Діно Гранді.
Як приклад фальсифікації методом довільного вибору історичних фактів історики С. Волков та Ю. Ємельянов наводять брошуру «Фальсифікатори історії (історична довідка)», виготовлену «Радінформбюро» 1948 року у відповідь на опублікування Держдепартаментом США, разом із міністерствами закордонних справ Великої Британії та Франції, збірки документів «Нацистсько-радянські відносини 1939—1941 рр.». Вказуючи на значний перелік реальних подій того часу, водночас анонімні автори брошури не згадують таємної радянсько-німецької угоди 1922 року, яка дозволила Німеччині здійснити істотний ривок у підготовці збройних сил в обхід Версальської угоди. А ця угода була підписана 11 серпня 1922 року.
Микита Хрущов, переїжджаючи 1949 року до Москви, наказав зачистити архівні фонди та документи, де було вказано його прізвище у контексті масових репресій в Україні.

#### Фальсифікація історії спецгруп НКВС
У звіті організатора спецгруп НКВС майора Соколова фігурують факти вчинення його ж спецгрупою і під його ж керівництвом злочинів (див. Спецгрупи НКВС, Злочини спецгруп НКВС). Але звіт майора Соколова щодо спецгруп НКВС у сфальсифікованому вигляді, де вирізані та змінені приведені фрагменти злочинної діяльності спецгрупи, використовують проросійські дослідники у своїх публікаціях, аргументуючи таким чином непричетність спецгруп НКВС до вбивств мирних громадян. Олег Росов (Россов) у своїй статті з назвою «Міф про „переодягнених енкаведистів“. Спеціальні групи НКВД в боротьбі з націоналістичними бандформуваннями на Західній Україні. 1944—1945 роки.» (рос. «Миф о „переодетых энкавэдэшниках“. Специальные группы НКВД в борьбе с националистическими бандформированиями на Западной Украине. 1944—1945 годы.»), опублікованій на численних інтернет-ресурсах та у друкованих виданнях, всупереч фактам стверджує:
| «Несли покарання і офіцери, які допустили порушення закону з боку своїх „підопічних“, — їх понижували на посаді або звільняли.» Оригінальний текст (рос.) «Несли наказание и офицеры, допустившие нарушение закона со стороны своих „подопечных“, — их понижали в должности или увольняли.» |
| «Більш того, жодного факту вбивств мирних громадян учасниками спецгруп в архівних документах не зафіксовано.» Оригінальний текст (рос.) «Более того, ни единого факта убийств мирных граждан участниками спецгрупп в архивных документах не зафиксировано.» |
В іншій публікації з назвою «Бандеровский маскарад, или фальшивые „экспонаты“ выставки» Олег Росов, попри факти з архівних документів, навмисно дезінформує читача, буцімто бойовики спецгруп не одягали червоноармійської форми та не отримували державних нагород:

| "Таким образом, настоящие агентурно-боевые группы МГБ советской формы и орденов не могли носить в принципе. Во-первых, форма им не полагалась, а, во-вторых, если бы они появились в подобном виде в подполье, то были бы сразу расшифрованы и уничтожены." |
| |

В тій же статті повторюється також дезінформація, наче спецгрупи не скоювали вбивств мирного населення:
| «Однак в численних архівних документах не зафіксовано жодного випадку вбивства учасниками спецгруп кого-небудь з мирних громадян.» Оригінальний текст (рос.) «Однако в многочисленных архивных документах не зафиксировано ни одного случая убийства участниками спецгрупп кого-либо из мирных граждан.» |
Що стосується використання червоноармійської форми бойовиками спецгруп НКВД, то про це йдеться у вирізаному фрагменті майора Соколова (див. вище), а нагородження їх державними нагородами — у документах, які Олег Росов вже раніше використав у попередній публікації, що він навіть підкреслює у самому тексті:
| «Як бачимо, „нескорені борці з радами“ не тільки надавали цим „радам“ істотну допомогу в ліквідації провідних функціонерів націоналістичного підпілля, але навіть отримували за це високі нагороди.» Оригінальний текст (рос.) «Как видим, „непокоренные борцы с советами“ не только оказывали этим „советам“ существенную помощь в ликвидации ведущих функционеров националистического подполья, но даже получали за это высокие награды.» |
Також не відповідає дійсності звинувачення Олега Росова українських істориків та публіцистів у замовчуванні участі колишніх підпільників ОУН-УПА в спецгрупах НКВС та боротьбу спецгруп НКВС з націоналістичним підпіллям. Зокрема Ігор Лосев та Іван Білас, яких саме звинувачує Олег Росов, у своїх публікаціях висвітлюють участь колишніх підпільників ОУН-УПА в спецгрупах НКВС та боротьбу спецгруп НКВД з націоналістичним підпіллям.

## Сучасні приклади

### У Росії
Ряд псевдоісторичних робіт, які кардинально переглядали канонічну історію, найбільшу популярність серед яких набули праці «Нової хронології» А. Фоменко, були опубліковані ще в СРСР, але масовим явищем публікація псевдоісторичної літератури стала з середини 1990-х років і продовжується до сьогодні. Так, до 2010 року по «Новій хронології» видано понад 100 книг загальним тиражем близько 800 тис. екземплярів.
Характерною загальною ознакою російських псевдоісторичних робіт є повна ревізія історії так званого «руського народу», при цьому загальними мотивами є «удревлення» історії, сформованої в працях етносу та його культурних досягнень до античності або навіть до неоліту і палеоліту.
Так, В. Чудінов у своїх публікаціях стверджує, що така цивілізація виникла задовго до всіх інших відомих цивілізацій, а Москва існувала задовго до Риму, і Рим був побудований етрусками «за наказом Москви». Самі етруски говорили російською, але писали справа наліво — звідки й назва міста — російське «Мир».
У Російській Федерації у 2014 році відбулася масштабна виставка «Моя історія — Рюриковичі» з фальсифікацією хронології історії Росії, відбулося офіційне творення міфу російської історії. Організаторами її стали Адміністрація президента РФ, Міністерство культури, Уряд Москви. Цю виставку відкрив патріарх Московської Патріархії Кирил. Разом із цим президент Росії Путін В. В. зібрав істориків Росії на інструктаж з метою політично заангажованого переписування історії Росії.
В Росії також є низка істориків, що прагне піднести велич Росії на підставі багатьох фальсифікацій або замовчування деяких історичних обставин. Так, шкільний підручник Н. Загладіна «Історія Росії та світу у 20 ст.», що за завданням В. Путіна повинен був викладати історію «патріотичніше», навмисно замовчує чи однобічно інтерпретує багато темних сторінок історії Росії — сталінські репресії та голодомори, Чеченські війни тощо.
Фальсифікація історії відбувається також на побутовому рівні. Так, в липні 2017 на вулицях російських міст з'явилися білборди з твердженнями, що перемога у Грюнвальдській битві є пам'ятною датою воєнної історії Росії. Насправді Московське князівство не має жодного стосунку не тільки до перемоги у Грюнвальдській битві, але і до самої битви. Також прикладом фальсифікації є російський пропагандистський мультфільм «Князь Володимир».